# Гондурас на летних Олимпийских играх 2012
Гондурас на летних Олимпийских играх 2012 года был представлен 25 спортсменами в 8 видах спорта. По количеству спортсменов Гондурас установил свой лучший результат, превзойдя на 2 человек количество 2008 года, но завоевать первую в истории страны олимпийскую медаль на Играх в Лондоне так и не удалось.

## Состав сборной
Бокс
1. Байрон Молина

 Борьба
Вольная борьба
1. Брэндон Эскобар

 Дзюдо
1. Кенни Годой

 Лёгкая атлетика
1. Рональд Беннетт
2. Хейми Бернандес

 Плавание
1. Аллан Гутьеррес
2. Карен Вилорио

 Стрельба
1. Клаудия Фахардо

 Тяжёлая атлетика
1. Хоэль Павон

 Футбол
1. Джерри Бенгтсон
2. Хосе Веласкес
3. Луис Гарридо
4. Ильдер Колон
5. Вилмер Крисанто
6. Джонни Леверон
7. Александр Лопес
8. Энтони Лосано
9. Марио Мартинес
10. Хосе Мендоса
11. Альфредо Мехия
12. Энди Нахар
13. Арнольд Перальта
14. Орлин Перальта
15. Франсиско Рейес
16. Майнор Фигероа
17. Эдди Эрнандес
18. Роджер Эспиноса

## Результаты соревнований

### Бокс
Мужчины
| Соревнование | Спортсмены    | Первый раунд               | Второй раунд         | Четвертьфинал        | Полуфинал            | Финал                |
| Соревнование | Спортсмены    | Соперник Результат         | Соперник Результат   | Соперник Результат   | Соперник Результат   | Соперник Результат   |
| ------------ | ------------- | -------------------------- | -------------------- | -------------------- | -------------------- | -------------------- |
| до 49 кг     | Байрон Молина | Девендро Сингх (IND) П RSC | Завершил выступление | Завершил выступление | Завершил выступление | Завершил выступление |

### Борьба
В соревнованиях по борьбе Гондурас представлял только один спортсмен — Брэндон Эскобар, выступавший в категории до 55 кг. По результатам жеребьёвки Эскобар пропускал первый раунд и стартовал сразу с 1/8 финала. Первым соперником гондурасского борца стал Мигран Джабурян из Армении. Поединок завершился после двух периодов, в каждом которых Джабурян был сильнее (6:3 и 6:0). Поскольку в дальнейшем армянский спортсмен уступил уже на стадии четвертьфинала, то Эскобар выбыл из борьбы за медали, заняв итоговое 12-е место.
Мужчины
Вольная борьба
| Категория | Спортсмены      | Первый раунд       | 1/8 финала                | Четвертьфинал        | Полуфинал            | Финал                | Место |
| Категория | Спортсмены      | Соперник Результат | Соперник Результат        | Соперник Результат   | Соперник Результат   | Соперник Результат   | Место |
| --------- | --------------- | ------------------ | ------------------------- | -------------------- | -------------------- | -------------------- | ----- |
| до 55 кг  | Брэндон Эскобар | Не участвовал      | ARMМ. Джабурян П 1:3 (PP) | Завершил выступление | Завершил выступление | Завершил выступление | 12    |

### Водные виды спорта

#### Плавание
В следующий раунд на каждой дистанции проходят лучшие спортсмены по времени, независимо от места занятого в своём заплыве.
Мужчины
| Соревнование        | Спортсмен       | Предварительные заплывы | Предварительные заплывы | Полуфиналы | Полуфиналы | Финал     | Финал |
| Соревнование        | Спортсмен       | Результат               | Место                   | Результат  | Место      | Результат | Место |
| ------------------- | --------------- | ----------------------- | ----------------------- | ---------- | ---------- | --------- | ----- |
| 400 м вольный стиль | Аллан Гутьеррес |                         |                         |            |            |           |       |

Женщины
| Соревнование   | Спортсмен     | Предварительный раунд | Предварительный раунд | Полуфинал | Полуфинал | Финал     | Финал |
| Соревнование   | Спортсмен     | Результат             | Место                 | Результат | Место     | Результат | Место |
| -------------- | ------------- | --------------------- | --------------------- | --------- | --------- | --------- | ----- |
| 100 м на спине | Карен Вилорио |                       |                       |           |           |           |       |

### Дзюдо
Соревнования по дзюдо проводились по системе на выбывание. Утешительные встречи проводились между спортсменами, потерпевшими поражение в четвертьфинале турнира. Победители утешительных встреч встречались в схватке за 3-е место со спортсменами, проигравшими в полуфинале в противоположной половине турнирной сетки.
Мужчины
| Категория | Спортсмены  | 1/32 финала                          | 1/16 финала          | 1/8 финала           | Четвертьфинал        | Полуфинал            | Финал                | Место |
| Категория | Спортсмены  | Соперник Результат                   | Соперник Результат   | Соперник Результат   | Соперник Результат   | Соперник Результат   | Соперник Результат   | Место |
| --------- | ----------- | ------------------------------------ | -------------------- | -------------------- | -------------------- | -------------------- | -------------------- | ----- |
| до 60 кг  | Кенни Годой | Закари Гуруза (NIG) пор. 0000 — 1000 | Завершил выступление | Завершил выступление | Завершил выступление | Завершил выступление | Завершил выступление | 33    |

### Лёгкая атлетика
Мужчины
| Дисциплина | Спортсмен       | Предварительный раунд | Предварительный раунд | Четвертьфиналы | Четвертьфиналы | Полуфиналы | Полуфиналы | Финал     | Финал |
| Дисциплина | Спортсмен       | Результат             | Место                 | Результат      | Место          | Результат  | Место      | Результат | Место |
| ---------- | --------------- | --------------------- | --------------------- | -------------- | -------------- | ---------- | ---------- | --------- | ----- |
| 110 м с/б  | Рональд Беннетт |                       |                       |                |                |            |            |           |       |

Женщины
| Дисциплина | Спортсмен       | Предварительный раунд | Предварительный раунд | Четвертьфиналы | Четвертьфиналы | Полуфиналы | Полуфиналы | Финал     | Финал |
| Дисциплина | Спортсмен       | Результат             | Место                 | Результат      | Место          | Результат  | Место      | Результат | Место |
| ---------- | --------------- | --------------------- | --------------------- | -------------- | -------------- | ---------- | ---------- | --------- | ----- |
| 100 м      | Хейми Бернандес |                       |                       |                |                |            |            |           |       |

### Стрельба
Женщины
| Соревнование                       | Спортсмены      | Квалификация | Квалификация | Финал | Всего     | Всего |
| Соревнование                       | Спортсмены      | Результат    | Место        | Финал | Результат | Место |
| ---------------------------------- | --------------- | ------------ | ------------ | ----- | --------- | ----- |
| Пневматический пистолет, 10 метров | Клаудия Фахардо |              |              |       |           |       |

### Тяжёлая атлетика
Мужчины
| Категория | Спортсмен       | Вес   | Рывок | Рывок | Рывок | Толчок | Толчок | Толчок | Всего | Место |
| Категория | Спортсмен       | Вес   | 1     | 2     | 3     | 1      | 2      | 3      | Всего | Место |
| --------- | --------------- | ----- | ----- | ----- | ----- | ------ | ------ | ------ | ----- | ----- |
| до 94 кг  | Кристофер Павон | 93.20 | 130   | 135   | 140   | 170    | 177    | 180    | 320   | 18    |

### Футбол

#### Мужчины
Состав команды
| №              | Имя                  | Клуб                          | Дата рождения   | Возраст | Игр     | Голов   |
| Вратари        | Вратари              | Вратари                       | Вратари         | Вратари | Вратари | Вратари |
| -------------- | -------------------- | ----------------------------- | --------------- | ------- | ------- | ------- |
| 1              | Хосе Мендоса         | Платенсе (Пуэрто-Кортес)      | 21 июля 1989    | 23      | 4       | -5      |
| 18             | Франсиско Рейес      | Олимпия (Тегусигальпа)        | 7 февраля 1990  | 22      | 0       | 0       |
| Защитники      |                      |                               |                 |         |         |         |
| 2              | Вилмер Крисанто      | Виктория (Ла-Сейба)           | 24 июня 1989    | 23      | 3       | 0       |
| 3              | Мейнор Фигероа*      | Уиган Атлетик                 | 2 мая 1983      | 29      | 4       | 0       |
| 4              | Ильдер Колон         | Реал Эспанья (Сан-Педро-Сула) | 6 апреля 1989   | 23      | 0       | 0       |
| 5              | Хосе Веласкес        | Виктория (Ла-Сейба)           | 8 декабря 1989  | 22      | 4       | 0       |
| 12             | Орлин Перальта       | Вида                          | 12 февраля 1990 | 22      | 4       | 0       |
| 16             | Джонни Леверон       | Мотагуа                       | 7 февраля 1990  | 22      | 4       | 0       |
| Полузащитники  |                      |                               |                 |         |         |         |
| 6              | Арнольд Перальта     | Вида                          | 29 марта 1989   | 23      | 3       | 0       |
| 7              | Марио Мартинес       | Реал Эспанья (Сан-Педро-Сула) | 30 июля 1989    | 22      | 4       | 1       |
| 8              | Альфредо Мехия       | Мотагуа                       | 3 апреля 1990   | 22      | 4       | 0       |
| 10             | Александр Лопес      | Олимпия (Тегусигальпа)        | 5 июня 1992     | 20      | 3       | 0       |
| 14             | Энди Нахар           | Ди Си Юнайтед                 | 16 марта 1993   | 21      | 3       | 0       |
| 15             | Роджер Эспиноса*     | Канзас-Сити Уизардс           | 25 октября 1986 | 25      | 3       | 1       |
| 17             | Луис Гарридо         | Олимпия (Тегусигальпа)        | 5 ноября 1990   | 21      | 3       | 0       |
| Нападающие     |                      |                               |                 |         |         |         |
| 9              | Энтони Лосано        | Валенсия Месталья             | 25 апреля 1993  | 19      | 4       | 0       |
| 11             | Джерри Бенгтсон*     | Мотагуа                       | 8 апреля 1987   | 25      | 4       | 3       |
| 13             | Эдди Эрнандес        | Платенсе (Пуэрто-Кортес)      | 27 февраля 1991 | 21      | 1       | 0       |
| Главный тренер |                      |                               |                 |         |         |         |
| Флаг Колумбии  | Луис Фернандо Суарес | Луис Фернандо Суарес          | 23 декабря 1959 | 52      |         |         |

Результаты
Группа D
|   | Команда  | И | В | Н | П | ГЗ | ГП | +/- | Очки |
| - | -------- | - | - | - | - | -- | -- | --- | ---- |
| 1 | Япония   | 3 | 2 | 1 | 0 | 2  | 0  | +2  | 7    |
| 2 | Гондурас | 3 | 1 | 2 | 0 | 3  | 2  | +1  | 5    |
| 3 | Марокко  | 3 | 0 | 2 | 1 | 2  | 3  | -1  | 2    |
| 4 | Испания  | 3 | 0 | 1 | 2 | 0  | 2  | -2  | 1    |

| 26 июля 2012 12:00 UTC+1 | \| Гондурас \| 2:2 (0:1) Отчёт \| Марокко \| \| Бенгтсон 56′, 65′ (пен.) \| Голы \| Баррада 39′ · Лабьяд 67′ \| | Стадион: Хэмпден Парк, Глазго Зрителей: 23 421 Судья: Павел Краловец |
| Гондурас                 | 2:2 (0:1) Отчёт                                                                                                 | Марокко                                                              |
| Бенгтсон 56′, 65′ (пен.) | Голы | Баррада 39′ · Лабьяд 67′                                             |

| 29 июля 2012 17:00 UTC+1 | \| Испания \| 0:1 (0:1) Отчёт \| Гондурас \| \| \| Голы \| Бенгтсон 7′ \| | Стадион: Сент-Джеймс Парк, Ньюкасл Зрителей: 26 523 Судья: Хуан Эрнесто Сото |
| Испания                  | 0:1 (0:1) Отчёт                                                           | Гондурас                                                                     |
|                          | Голы                                                                      | Бенгтсон 7′                                                                  |

| 1 августа 2012 17:00 UTC+1 | \| Япония \| 0:0 (0:0) Отчёт \| Гондурас \| | Стадион: Стадион города Ковентри, Ковентри Зрителей: 25 862 Судья: Селим Жедиди |
| Япония                     | 0:0 (0:0) Отчёт                             | Гондурас                                                                        |

1/4 финала
| 4 августа 2012 17:00 UTC+1                  | \| Бразилия \| 3:2 (1:1) Отчёт \| Гондурас \| \| Леандро Дамиан 38′, 60′ · Неймар 50′ (пен.) \| Голы \| Мартинес 12′ · Эспиноса 48′ \| | Стадион: Сент-Джеймс Парк, Ньюкасл Зрителей: 42 166 Судья: Феликс Брых |
| Бразилия                                    | 3:2 (1:1) Отчёт | Гондурас                                                               |
| Леандро Дамиан 38′, 60′ · Неймар 50′ (пен.) | Голы | Мартинес 12′ · Эспиноса 48′                                            |